# Ilanz/Glion
Ilanz/Glion (Duits: Ilanz; Reto-Romaans: Glion) is een gemeente in Zwitserland. Ilanz is Duits, Glion Reto-Romaans. De gemeente heeft sinds 2014 een dubbele naam. Het ligt in het dal van de Rijn tussen de Oberalppas en Chur, nog aan de Voor-Rijn, net voordat deze met de Achter-Rijn samenkomt.
De plaats komt in 765 voor het eerst in de geschiedenis voor, als Iliande. De gemeente werd aan het begin van de 16e eeuw overwegend evangelisch, maar in de 19e eeuw weer katholiek. Ilanz werd in 2017 door de Zwitserse evangelische kerk als een van de tien reformatiesteden in Zwitserland aangewezen.
Een groot deel van de bevolking woont in Ilanz zelf. Er werd in de afgelopen decenniën een groot aantal aanliggende dorpen in de gemeente opgenomen, vooral in 2014. De gemeente werd in dat jaar met de dorpen Castrisch, Ladir, Luven, Pitasch, Riein, Ruschein, Schnaus, Sevgein, Duvin, Pigniu, Rueun en Siat uitgebreid. Ilanz zelf is vooral Duitstalig, de dorpen zijn overwegend Reto-Romaans.
Ilanz/Glion ligt aan het traject van de Rhätische Bahn op de lijn Chur-Disentis/Mustér-Andermatt.

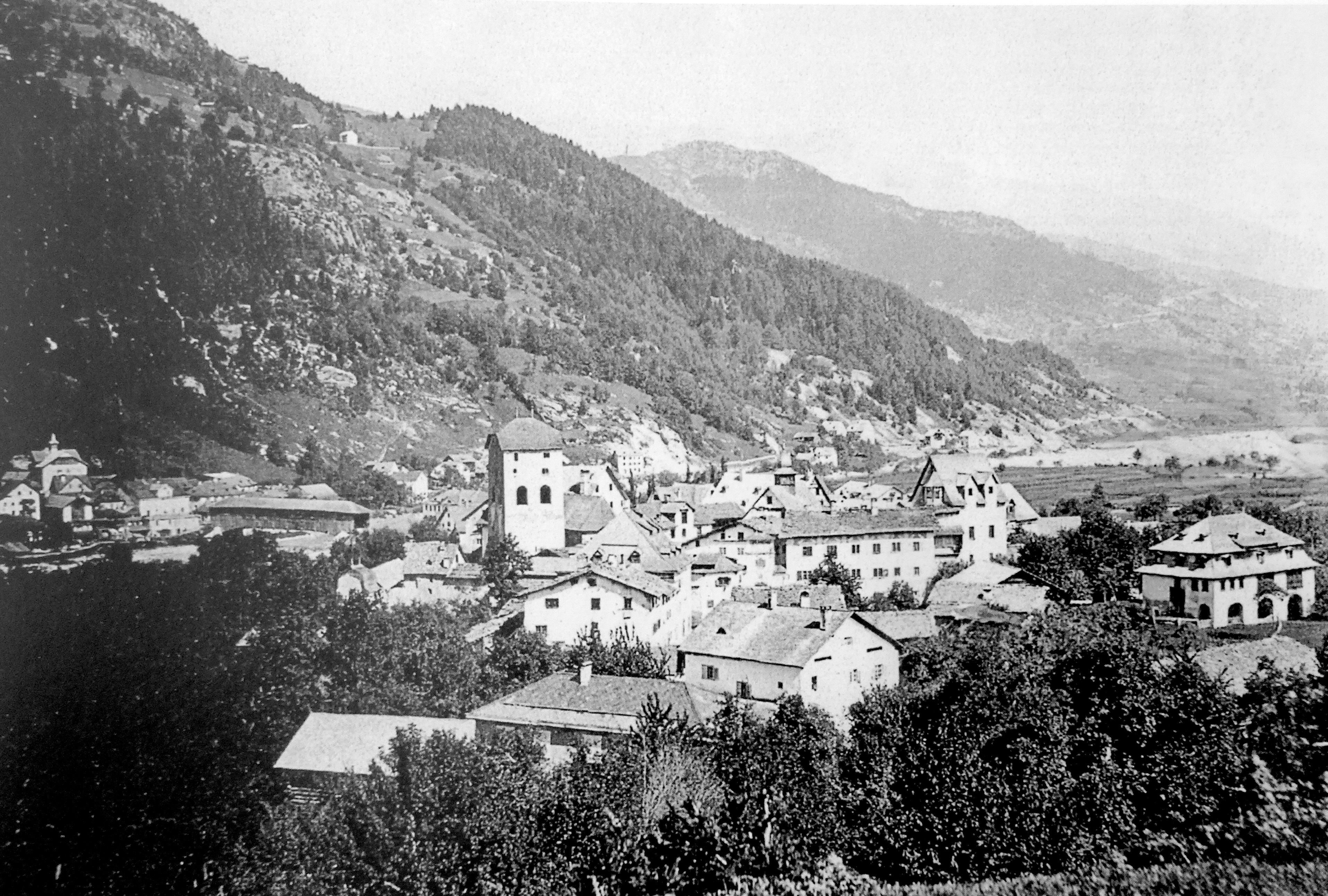
eerste bekende foto van Ilanz

## Geboren in Ilanz/Glion
- Corina Casanova (1956), politica; bondskanselier
- Martin Candinas (1980-), politicus

Breil/Brigels · Disentis/Mustér · Falera · Ilanz/Glion · Laax · Lumnezia · Medel (Lucmagn) · Obersaxen Mundaun · Safiental · Sagogn · Schluein · Sumvitg · Trun · Tujetsch  · Vals
- Bibliothèque nationale de France: cb133244206 (data)
- Gemeinsame Normdatei: 4197229-6
- Historisch woordenboek van Zwitserland: 001437
- Virtual International Authority File: 239507188